# دنیل فوزاتو
دنیل فوزاتو (انگلیسی: Daniel Fuzato؛ زادهٔ ۴ ژوئیهٔ ۱۹۹۷) بازیکن فوتبال اهل برزیل است.
از باشگاه‌هایی که در آن بازی کرده‌است می‌توان به رم اشاره کرد.
وی همچنین در تیم‌های ملی فوتبال زیر ۲۰ سال برزیل و زیر ۲۳ سال برزیل بازی کرده‌است.